# Bałygyczan
Bałygyczan (ros. Балыгычан) – rzeka w azjatyckiej części Rosji, w obwodzie magadańskim; prawy dopływ Kołymy. Długość 400 km, powierzchnia dorzecza 17 600 km².
Powstaje w Górach Kołymskich z połączenia rzek Lewy Bałygyczan i Prawy Bałygyczan, płynie w kierunku północnym, wzdłuż zachodnich stoków Gór Omsukczańskich; w dolnym biegu tworzy liczne meandry i starorzecza.
Zasilanie deszczowo-śniegowe; zamarza od października do maja; spławna na prawie całej długości.